# Hvězda (insjö)
Hvězda är en sjö i Tjeckien.   Den ligger i regionen Pardubice, i den östra delen av landet, 150 km öster om huvudstaden Prag. Arean är 0,66 kvadratkilometer. Den sträcker sig 0,8 kilometer i nord-sydlig riktning, och 1,4 kilometer i öst-västlig riktning.